# Новска
Новска је град у Хрватској, у Сисачко-мославачкој жупанији. Према попису из 2021. у граду је живело 11.137 становника, а у самом насељу је живело 5.922 становника.

## Географија
Смештена је у Сисачко-мославачкој жупанији, 95 km југоисточно од Загреба, на ауто-путу Београд-Загреб.

## Историја
Новска је почетком 20. века парохијска филијала села Доњи Рајић, у Новоградишком протопрезвитерату. Ту је политичка општина, затим седиште котарских државних органа, има пошту и брзојав. Православци из Новске похађају цркву у Рајићу, посвећену Св. Преображењу, где служи парох поп Јован Јовановић, рођен 1864. године у Новој Градишки. Ђаци похађају комуналну основну школу у свом месту.

### Други свјетски рат
У срезу новском одмах је формирана група усташа "који су наоружани војничким оружјем почели купити и убијати Србе".
У Новској је црква тек била саграђена, није била ни освештана. По наредби усташа црква је морала бити до темеља разрушена, а материјал су разнели Хрвати за своју употребу. На рушењу „том мучном и богомрском послу“ морали су да раде сви православни становници Новске, па чак и они православци који би се тога дана случајно ту нашли.
У срезу Новска срушене су цркве у Богићевцима, Смртићима, Јасеновцу, Уштици, Градини и Новској.

## Становништво

### Попис 2001.
По попису становништва из 2001. године, Град Новска је имао 14.313 становника, од тога је у самој Новској живело 7.270.

### Попис 1991.
По попису становништва из 1991. године, општина Новска је имала 24.696 становника, распоређених у 37 насељених места.
| година пописа | укупно | Хрвати          | Срби           | Југословени | остали        |
| ------------- | ------ | --------------- | -------------- | ----------- | ------------- |
| 1991.         | 24.696 | 16.556 (67,03%) | 5.402 (21,87%) | 675 (2,73%) | 2.063 (8,35%) |

По попису из 1991. године у општини Новска је живело 335 Украјинаца.
Бивша велика општина Новска је новом територијалном организацијом у Хрватској укинута и формирани су: град Новска и општине Јасеновац и Липовљани.
Према новој територијалној подели, национални састав 1991. године је био следећи:
| *                 | укупно | Хрвати          | Срби           | Југословени | остали        |
| ----------------- | ------ | --------------- | -------------- | ----------- | ------------- |
| град Новска       | 17.231 | 11.305 (65,60%) | 4.414 (25,61%) | 481 (2,79%) | 1.031 (5,98%) |
| општина Јасеновац | 3.599  | 2.419 (67,21%)  | 911 (25,31%)   | 106 (2,94%) | 163 (4,52%)   |
| општина Липовљани | 3.866  | 2.832 (73,25%)  | 77 (1,99%)     | 88 (2,27%)  | 869 (22,47%)  |

## Попис 1991.
На попису становништва 1991. године, насељено место Новска је имало 8.053 становника, следећег националног састава:
| Попис 1991.‍   | Попис 1991.‍  | Попис 1991.‍ | Попис 1991.‍ | Попис 1991.‍ |
| ------------- | ------------ | ----------- | ----------- | ----------- |
|               |              |             |             |             |
| Хрвати        | Хрвати       |             | 5.358       | 66,53%      |
| Срби          | Срби         |             | 1.765       | 21,91%      |
| Југословени   | Југословени  |             | 325         | 4,03%       |
| Роми          | Роми         |             | 102         | 1,26%       |
| Чеси          | Чеси         |             | 39          | 0,48%       |
| Украјинци     | Украјинци    |             | 36          | 0,44%       |
| Албанци       | Албанци      |             | 35          | 0,43%       |
| Муслимани     | Муслимани    |             | 27          | 0,33%       |
| Италијани     | Италијани    |             | 13          | 0,16%       |
| Мађари        | Мађари       |             | 11          | 0,13%       |
| Црногорци     | Црногорци    |             | 8           | 0,09%       |
| Словаци       | Словаци      |             | 6           | 0,07%       |
| Словенци      | Словенци     |             | 6           | 0,07%       |
| Македонци     | Македонци    |             | 3           | 0,03%       |
| Пољаци        | Пољаци       |             | 3           | 0,03%       |
| Немци         | Немци        |             | 2           | 0,02%       |
| Руси          | Руси         |             | 1           | 0,01%       |
| Русини        | Русини       |             | 1           | 0,01%       |
| остали        | остали       |             | 1           | 0,01%       |
| неопредељени  | неопредељени |             | 196         | 2,43%       |
| регион. опр.  | регион. опр. |             | 3           | 0,03%       |
| непознато     | непознато    |             | 112         | 1,39%       |
| укупно: 8.053 |              |             |             |             |

## Насељена места општине Новска, попис 1991.
Општина Новска
- површина: 585
- бр. становника: 24.696
- бр. насељених места: 37

Баир (101), Боровац (656), Брезовац Субоцки (151), Брестача (1.003), Брочице (1.061), Вишњица Уштичка (260), Воћарица (269), Дренов Бок (222), Јазавица (559), Јасеновац (1.154), Козарице (518), Кошутарица (301), Краљева Велика (575), Крапје (251), Кривај (400), Кричке (170), Липовљани (2.430), Ловска (228), Млака (358), Нова Субоцка (595), Нови Грабовац (109), Новска (8.053), Пакленица (478), Пиљенице (461), Плесмо (108), Поповац Субоцки (53), Пуска (346), Рађеновци (24), Рајић (1.424), Рајчићи (87), Рожданик (330), Сигетац Новски (170), Стара Субоцка (523), Стари Грабовац (561), Танац (159), Требеж (84) и Уштица (464).

## Образовање
- Основна школа Новска
- Средња школа Новска
- Пучко отворено училиште Новска

## Култура
Пучко отворено училиште Новска је једна од главних установа за културу у Новској. У свом саставу има Галерију слика, Кино дворану у којој се тренутно одржавају само позоришне представе и остала културна догађања у граду. Године 2005. у оквиру училишта основано је и Новљанско казалиште младих које је до сада приредило представу „Циркус у циркусу“.